# 납음
납음(納音)은 육십간지를 음양오행설과 중국 고대의 음운이론을 응용해서, 木・火・土・金・水의 오행으로 분류하고, 거기에 형용사를 붙여 30종류로 분류한 것이다. 태어난 해의 납음에 따라 그 사람의 운명을 판단한다.
| 한자   | 한글   | 간지       |
| ------ | ------ | ---------- |
| 海中金 | 해중금 | 갑자・을축 |
| 爐中火 | 노중화 | 병인・정묘 |
| 大林木 | 대림목 | 무진・기사 |
| 路傍土 | 노방토 | 경오・신미 |
| 劍鋒金 | 검봉금 | 임신・계유 |
| 山頭火 | 산두화 | 갑술・을해 |
| 澗下水 | 간하수 | 병자・정축 |
| 城頭土 | 성두토 | 무인・기묘 |
| 白鑞金 | 백랍금 | 경진・신사 |
| 楊柳木 | 양류목 | 임오・계미 |
| 井泉水 | 정천수 | 갑신・을유 |
| 屋上土 | 옥상토 | 병술・정해 |
| 霹靂火 | 벽력화 | 무자・기축 |
| 松柏木 | 송백목 | 경인・신묘 |
| 長流水 | 장류수 | 임진・계사 |
| 沙中金 | 사중금 | 갑오・을미 |
| 山下火 | 산하화 | 병신・정유 |
| 平地木 | 평지목 | 무술・기해 |
| 壁上土 | 벽상토 | 경자・신축 |
| 金箔金 | 금박금 | 임인・계묘 |
| 覆燈火 | 복등화 | 갑진・을사 |
| 天河水 | 천하수 | 병오・정미 |
| 大駅土 | 대역토 | 무신・기유 |
| 釵釧金 | 차천금 | 경술・신해 |
| 桑柘木 | 상자목 | 임자・계축 |
| 大溪水 | 대계수 | 갑인・을묘 |
| 沙中土 | 사중토 | 병진・정사 |
| 天上火 | 천상화 | 무오・기미 |
| 石榴木 | 석류목 | 경신・신유 |
| 大海水 | 대해수 | 임술・계해 |

다만 납음은 약 500년 전부터 거의 해석에 쓰이지 않고 있다. 한국 명리학의 95%를 차지하는 자평명리학에서 납음을 사용하지 않기 때문. 아직도 소수의 삼명 명리학자들이 사용하고 있긴 하다.
만세력 앱에 납음오행이 표기되는 이유는 단순히 만들기 쉬워서이다. 개발자는 명리학 전문가가 아님을 명심하자. 애초에 만세력 코드가 git hub에 다 올라와 있어서 요즘엔 아무나 만세력 앱을 만들 수 있다.